# Machimus albiceps
Machimus albiceps är en tvåvingeart som först beskrevs av Becker 1923.  Machimus albiceps ingår i släktet Machimus och familjen rovflugor. Inga underarter finns listade i Catalogue of Life.